# Johann Heinrich Focke
Johann Heinrich Focke (* 8. Juli 1843 auf Gut Hellberg, Ettlingen; † 16. September 1916 in Freiburg im Breisgau) war ein deutscher Konsul, erster Berufskonsul in Japan, Rechtsanwalt und Generalkonsul in Shanghai, Odessa und Kapstadt.

## Beruflicher Werdegang
Johann Heinrich Focke besuchte das Lyzeum in Karlsruhe und legte 1861 das Abitur ab. Daraufhin nahm er ein Studium der Rechtswissenschaften an den Universitäten in Göttingen, Heidelberg und Berlin auf. Bereits im Oktober 1865 promovierte er zum Dr. jur. und bestand ein Jahr später das Referendarexamen. Mit seinem Studienabschluss begann er im November 1866 eine Beschäftigung im Justizdienst der Stadt Bremen. Später arbeitete er hier als Rechtsanwalt.

## Einsatz in China und Japan
Nach drei Jahren Rechtspraxis mit deutlichem Wirtschaftsbezug trat Focke 1869 in den konsularischen Dienst des Norddeutschen Bundes ein. Noch im gleichen Jahre begannen seine ersten Auslandseinsätze, die ihn ab Juni 1869 an das Konsulat in Kanton führten. Von dort wechselte er Anfang 1872 nach Japan und begann hier eine Tätigkeit als Vizekonsul am Generalkonsulat in Yokohama. Er war der erste Berufskonsul des deutschen Bundes auf japanischem Boden. Nach fünf Monaten übernahm er ab Mai die kommissarische Leitung des Konsulats in Kobe-Osaka. Seine Ernennung erfolgt am 10. Juni 1872.
Als die Stelle des Konsuls in Hyōgo-Osaka neu besetzt werden musste, löste Focke hier im August 1874 den bisherigen Amtsinhaber August Evers ab. Eine enge Zusammenarbeit pflegte er hier mit der 1873 gegründeten Deutschen Gesellschaft für Natur- und Völkerkunde Ostasiens (kurz Ostasiengesellschaft oder OAG genannt), mit Hauptsitz in Tokyo. Kurz nach dem Aufstand der Samurai 1876 unternahm er im Herbst eine Erkundungsreise mit dem deutschen Dampfschiff „Cyclop“, um sich ein genaues Bild über die Ursachen und möglichen wirtschaftlichen Auswirkungen auf die deutschen Handelsbeziehungen zu machen. Einen Bericht über die dabei gesammelten Erkenntnisse sandte er an das Auswärtige Amt in Berlin. Als eine der Hauptursachen dieser offenen Auseinandersetzungen stellte er den schweren „auf dem Volke lastenden Steuerdruck“ fest. Zum Zeitpunkt seiner Rückkehr 1877 befand sich das Konsulat, in dem er seine Dienste verrichtet in Hyōgo, Grundstück 8. Im gleichen Gebäude hatte die deutsche Handels- und Versicherungsfirma Paul Heinemann & Co. ihren Geschäftssitz. Bis 1879 über er hier die konsularische Tätigkeit aus.
Im gleichen Jahr wechselte Focke nach Shanghai und übernahm dort die Leitung des Generalkonsulats. Nach drei Jahren erhielt er einen Ruf in gleicher Position nach Odessa. Von hier aus hielt er sich wenige Wochen im Auswärtigen Amt in Berlin auf und kehrte 1886 an das Generalkonsulat nach Shanghai zurück. verblieb er bis 1893. Seine neue Amtszeit in China währte sechs Jahre und 1899 übernahm er kurzzeitig die gleichen Aufgaben in Kapstadt. Ein Jahr später trat er in den Ruhestand. Von diesem Zeitpunkt an verlieren sich die verlässlichen Spuren von Focke.

## Familie
Die Eltern von Johann Heinrich Focke waren Heinrich und Eugenie Focke, geborene Breuls. Ihr Sohn heiratete 1876 Johanna Zdeborsky (* 1856). In dieser Partnerschaft wurde die Tochter Ida Leopoldin (* 1878) geboren. Eine zweite Ehe ging Johann Heinrich 1882 mit Ida Elisabeth Scheffer ein. Aus dieser Ehe gingen neun Kinder hervor.

## Publikationen
- Der Badeort Arima bei Hiogo, OAG-Mitteilungen Band I, 1873/1876, Heft 4, S. 41f.
- Bericht Heinrich Fockes an das Auswärtige Amt, Hiogo-Osaka, den 7. November 1876, in: Martin Kröger, Die Karawane des Gesandten und andere Reiseberichte deutscher Diplomaten, Vandenhoeck & Ruprecht Verlag Göttingen 2009, S. 14ff.